# North Miami (Florida)
North Miami è un comune degli Stati Uniti d'America situato nella parte settentrionale della Contea di Miami-Dade dello Stato della Florida.
Secondo le stime del 2011, la città ha una popolazione di 60.143 abitanti su una superficie di 25,90 km².